# Stadion Friedrichsfelde
Das Stadion Friedrichsfelde, bis 1985 als "Stadion an der Zachertstraße" und von 1985 bis 1992 offiziell als "Erich-Neumann-Stadion" bezeichnet, ist eine Sportanlage im Berliner Ortsteil Friedrichsfelde, im Bezirk Lichtenberg.

## Geschichte
Die Sportanlagen sind 1920 entstanden und nach der Beseitigung von Kriegstrümmern in den späten 1940er Jahren auf eine Kapazität von zwischenzeitlich 10.000 Zuschauer vergrößert worden. Heute wird die Kapazität mit 4000 Zuschauern angegeben. Betreiber ist der Sportverein SC Borussia 1920 Friedrichsfelde. Das Gelände besitzt neben dem Rasenplatz noch weitere Kunstrasen-, Volleyball- und Inlinehockeyplätze.
Der bisherige Zuschauerrekord wurde 1966 aufgestellt, als die Nationalmannschaft von Nordkorea hier vor 8000 Zuschauern ein WM-Nachbereitungsspiel gegen Lichtenberg 47 austrug.
In den Jahren 1984 bis 1987 wurde das Stadion viermal in Folge als "schönste Sportanlage im Stadtbezirk Lichtenberg" ausgezeichnet.
Zum 40. Jahrestag der Befreiung wurde der Stadionname in "Erich-Neumann-Stadion" geändert. Damit sollte an den Lichtenberger Arbeitersportler und Spanienkämpfer Erich Neumann erinnert werden, der 1942 im KZ Sachsenhausen ermordet wurde. Der Name setzte sich allerdings weder bei den örtlichen Sportlern noch der Presse, wie der Neuen Fußballwoche, durch. 1992 erfolgte die Umbenennung in "Stadion Friedrichsfelde".
Anlässlich der Fußball-WM 2006 wurde das Stadion letztmals saniert, da im Raum stand, die tunesische Nationalmannschaft würde hier ihr Trainingslager durchführen. Stattdessen wurde sich jedoch für das Willy-Sachs-Stadion in Schweinfurt entschieden.

## Statistik
| Finalspiele um den Landespokal Berlin (Ost) |                        |                            |          |           |
| Datum                                       | Pokalsieger            | Finalist                   | Ergebnis | Zuschauer |
| 31. Mai 1969                                | BFC Dynamo III         | BSG Einheit Pankow         | 3:0      | 0200      |
| 14. Juni 1970                               | 1. FC Union Berlin II  | SG Fortuna Biesdorf        | 1:0      | 0500      |
| 5. Juni 1977                                | BSG Sparta Lichtenberg | BSG Bergmann-Borsig Berlin | 4:2      | 1000      |